# Святой Хельер

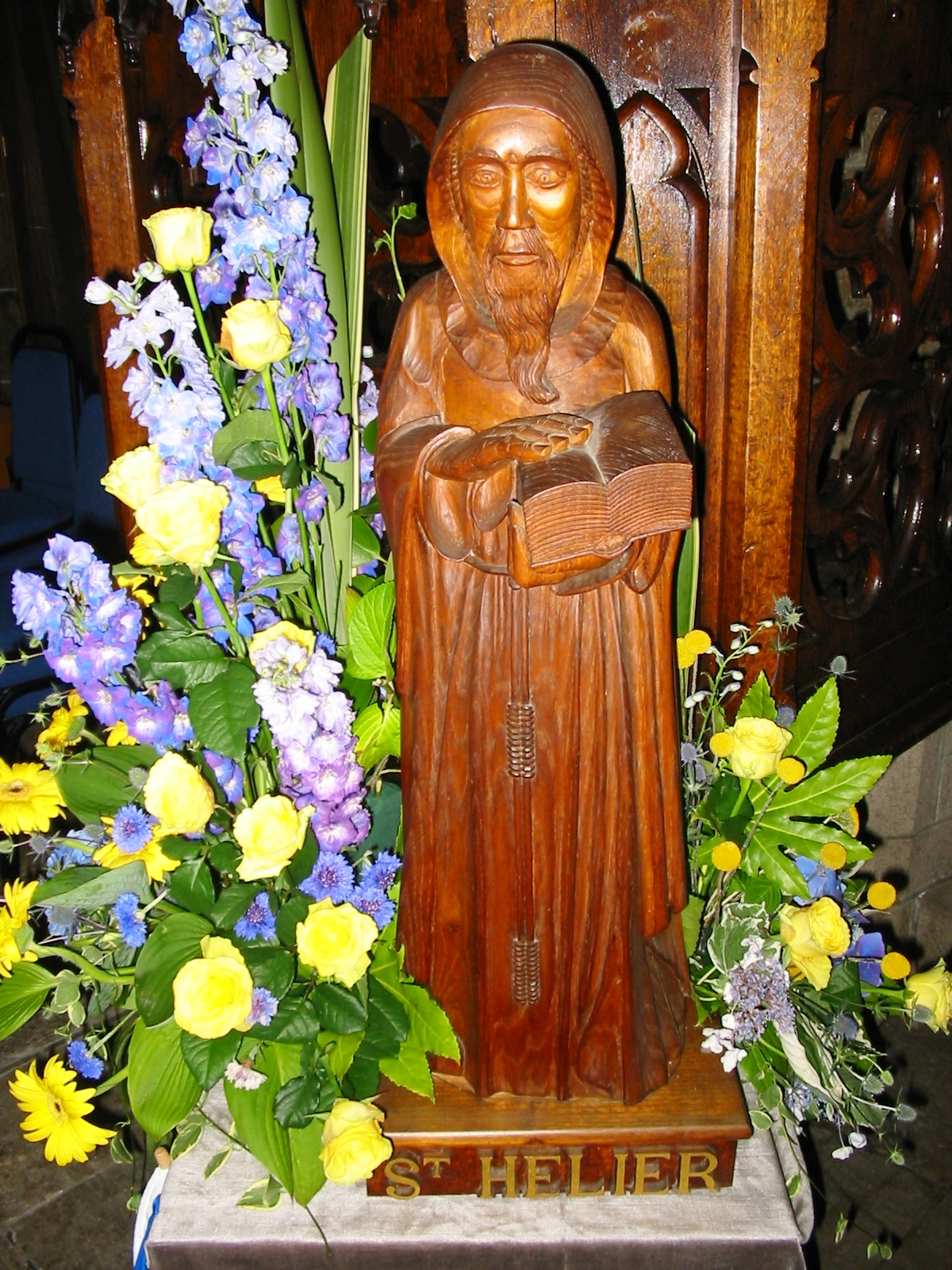

Святой Хельер (Хелиер, Helier) (?—† 555) — отшельник-аскет, живший в VI веке на острове Джерси. Почитается святым покровителем этого острова.
Дата его рождения неизвестна (начало VI века), место рождения — Тонгерен (современная Бельгия). Согласно христианской агиографии, он происходил из семьи родителей-язычников. Родился мальчик слабым, а в 7 лет его парализовало, но местный христианский священник Куниберт покрестил его и излечил. Хелиер стал ревностным христианином, начал совершать чудеса. Его отец-язычник Сигеберт в ярости убил Куниберта. Хельеру же удалось сбежать, после чего он начал скитаться по Нормандии.
В 535—540 годах он перебрался на Джерси, где вёл строгую аскетичную жизнь анахоретом в небольшой келье на скале, проповедуя на острове. В 555 году Хельер был убит пиратами, которые его зарубили топорами.
Хельер был признан святым и покровителем Джерси, 16 июля отмечается его день и проходит торжественная процессия. В его честь названа столица острова, а на гербе города Сент-Хелиер изображены два топора. В Средневековье на месте его жилища была построена часовня. За пределами Джерси в честь него названа коммуна Сент-Элье в во французском департаменте Кот-д’Ор, Сен-Элье в департаменте Сена Приморская, а также пригород и железнодорожная станция в Лондоне.